# Arturo Tagle
Arturo José Tagle Quiroz (24 de abril de 1959) es un ingeniero comercial, académico, consultor y empresario chileno, expresidente del BancoEstado y exgerente general del Banco de Chile.

## Biografía
Nació como el tercer hijo del matrimonio conformado por María Cristina Quiroz Martin, hija de Arturo Quiroz, otrora gerente general del Banco de Chile, y el abogado Guillermo Tagle Castillo, quien trabajara por cuarenta años en la entidad financiera, llegando a ser su vicepresidente.
Estudió la carrera de ingeniería comercial en la Pontificia Universidad Católica (PUC), en la capital, de la cual, tras titularse, pasó a formar parte del equipo del grupo liderado por Manuel Cruzat, uno de los mayores del país andino en el paso de los años 1970 a los 1980. Más tarde obtuvo una beca gubernamental que le permitió cursar un MBA en la Universidad de Chicago, en los Estados Unidos.
De vuelta en Chile se incorporó a la Superintendencia de Bancos e Instituciones Financieras (Sbif), entidad en la que cumpliría con el servicio exigido por el Estado al momento de entregarle la subvención. Aquí ocupó la dirección de Estudios y Análisis Financiero, responsabilidad que dejó en 1989.
Seguidamente pasó a la Asociación de Bancos e Instituciones Financieras, donde fue gerente general hasta 1995, año en el que partió al Banco de Chile como asesor de la presidencia, tras cuatro meses en la subgerencia de desarrollo del holding eléctrico Enersis. En este ocuparía la gerencia de la división de desarrollo estratégico, la de la división de estudios y administración, y la de la división de control de riesgos.
En octubre de 2009 fue nombrado en la gerencia de la división relaciones institucionales e inversionistas, cargo que virtualmente significaba ser el segundo hombre más importante de la compañía. En mayo de 2010 reemplazó en la gerencia general a Fernando Cañas.
En marzo de 2018, el gobierno de Sebastián Piñera lo nombra Presidente del BancoEstado.
En junio de 2020 es removido del cargo como Presidente del BancoEstado, sucedido por el exministro de Piñera Sebastián Sichel.
Se ha desempeñado como profesor de finanzas en la PUC y la Universidad Gabriela Mistral.
En la actualidad se desempeña como parte del directorio del Banco Internacional, Chile.